# Almirantazgo (distrito minero)
El distrito minero del Almirantazgo (nombre original en inglés:Admiralty mining district) es un área minera en el estado de Alaska (Estados Unidos) que comprende la isla del Almirantazgo. Su principal actividad es la minería de la plata y de metales como el zinc o el plomo, obteniéndose una considerable producción de oro como subproducto de la extracción de los otros metales.

## Historia
Inicialmente, fue la minería del oro la actividad que atrajo la atención de las empresas extractoras de metales preciosos sobre la isla del Almirantazgo. La mina subterránea Alaska Empire, descubierta en la década de 1920, permitió extraer hasta mediados de la década de 1930 unas 20.000 toneladas de mineral de oro de 0.25 onzas por tonelada de las vetas de cuarzo presentes en las rocas metamórficas de la isla. Desde entonces, alrededor de 500.000 onzas de oro, casi todo de Greens Creek, se han recuperado del Distrito Minero del Almirantazgo. Curiosamente, no se han localizado en la zona yacimientos auríferos en placeres fluviales explotables mediante los métodos de los buscadores de oro tradicionales.
Por otro lado, La mina de Funter Bay produjo alrededor de medio millón de toneladas de mineral de cobre-níquel-cobalto, sin oro, de un filón de la era Mesozoica compuesto por gabro-norita. En la actualidad, la mina de Greens Creek sigue plenamente operativa, convertida en uno de los principales yacimientos de plata del mundo.

## Mina de Greens Creek (operativa)
La mina de Greens Creek, situada en el distrito minero del Almirantazgo, es el quinto yacimiento productor de plata más grande del mundo, siendo el oro un subproducto de su actividad principal. La mina se explota subterráneamente, con una serie de instalaciones en superficie en dos emplazamientos que ocupan 29 acres (11,7 hectáreas). Se asienta sobre 18 concesiones de derechos mineros, que comprenden unas 12 millas cuadradas (7500 acres (3035 hectáreas)) de terrenos circundantes, que son propiedad del gobierno federal. Se ubica aproximadamente a 25 km al sur de Juneau, en la isla del Almirantazgo, dentro del monumento nacional de la Isla del Almirantazgo. El yacimiento contiene plata, oro, zinc y plomo incluidos en un depósito sulfuroso volcánico estructural.
Los sulfuros metálicos se depositaron sobre el fondo marino de una cuenca tectónicamente activa mediante procesos hidrotermales. La mayor parte del mineral es rica en zinc-plomo-plata-oro-bario, y en algunas zonas presenta valores elevados de cobre. El depósito se aloja en sedimentos marinos triásicos metamórficos, de deformación múltiple y de alteración hidrotermal, principalmente de rocas volcánicas. La mineralización se presenta en forma de venas discontinuas o en capas de sulfuros masivos laminados o con textura de reemplazo; más o menos en un contacto litológico estructural de los sedimentos. Pirita, esfalerita, galena y tetraedrita / tennantita son los principales minerales de azufre más abundantes en las vetas explotables.
Los geólogos descubrieron los sedimentos anómalos del flujo de zinc en la cuenca de Greens Creek en 1973. El seguimiento posterior en 1974 llevó al descubrimiento de un depósito secundario de óxido de hierro del lado de la colina que contenía plomo, zinc y plata. La perforación del núcleo para prospectar el lecho rocoso no oxidado por debajo del óxido de hierro se inició en 1975 y penetró en una capa de casi 30 m de espesor. Comenzó entonces un extenso programa de perforaciones de exploración, y los resultados positivos llevaron a iniciar los trabajos de explotación a gran escala a partir de 1987, y a la producción de concentrado de metal en 1989. La producción se detuvo debido a los bajos precios de los metales durante algunos años a mediados de la década de 1990.
Los concentrados se transportan en camiones a nueve millas (14 km) desde el complejo formado por la mina y las instalaciones de molienda hasta un acopio en el puerto de Hawk Inlet; desde allí se envían a cualquier parte del mundo para su fundición y refinado.
En 2007, Greens Creek produjo 8,6 millones de onzas de plata, 68.000 onzas de oro, 63.000 toneladas de zinc y 21.000 toneladas de plomo. Las reservas probadas y probables en Greens Creek (en 2006) son de 33 millones de onzas de plata, 257.000 onzas de oro y 237.000 toneladas de zinc contenidas en 2,3 millones de toneladas de mineral, con una ley de aproximadamente 14 onzas por tonelada de plata, 0,11 de oro, un 10 % de zinc, y un 4 % de plomo. Estas cifras reflejan las tasas de recuperación de la planta de aproximadamente el 70 % de todos los metales. Se espera que la mina siga operando en la década de 2020. Actualmente emplea a doscientas ochenta personas, tres cuartas partes de las cuales son residentes del sudeste de Alaska, y es el mayor contribuyente en cuanto a la recaudación de impuestos del municipio de Juneau. La mayoría de los trabajadores mineros viajan desde Juneau en un ferry de alta velocidad operado por la compañía, que sale de Juneau a las 5:00 AM y a las 5:00 PM todos los días.